# 단장 증후군
단장증후군(短腸症候群, short bowel syndrome)은 외과적 수술로 소장을 본래 길이의 절반 이상 제거했을 경우 발생하는 소화흡수불량증이다. 때로는 선천적으로 장이 짧게 태어나 발생하는 경우도 있다. 단장증후군은 크론병과 같은 염증성 장 질환이나 소장의 종양, 장 폐쇄, 누공, 게실염 등으로 인한 장 절제 수술로 발생하게 된다. 또한 소장의 절제 부위에 따라 증상이 조금씩 다른데, 소장의 시작 부분인 십이지장을 절제하였을 경우에는 증상이 비교적 덜하나 공장 절제 시 흡수불량이 두드러지고, 회장 절제 시에는 담즙산염이나 지방산의 흡수불량으로 대장의 수분과 전해질 흡수 작용이 방해를 받으므로 설사가 일어난다. 장 절제 수술을 받게 되면 초기에는 단장증후군 증상이 두드러지게 발생하지만, 회맹판과 결장이 남아있을 경우 장은 차츰 적응 현상을 보이므로 장의 직경이 넓어지고 융모가 확장되는 등의 병태생리학적 변화를 보이며 증세가 조금씩 완화된다. 그러나 정상적인 성인의 장 길이는 6미터 가량인 데 비해 소장의 길이가 2미터 이하만 남게 되거나 회맹판과 결장의 일부를 함께 절제하면 적응에 실패하여 단장증후군이 만성화 될 수 있는데, 이 경우 소장 이식 수술을 고려해야 한다. 단장증후군의 주된 증상은 심한 복통, 설사, 지방변, 유당불내증, 탈수, 체중 감소, 무기력, 피로 등이며 장기화 될 경우 비타민과 무기질의 흡수 저하로 인한 영양결핍이 나타나기 쉬우므로 영양관리에 유의해야 한다.